# Gregor Clemens Kähler
Gregor Clemens Kähler (* 2. März 1841 in Flemhude; † 9. Januar 1912 in Altona-Ottensen) war ein deutscher evangelisch-lutherischer Pastor und Theologe.

## Leben
Gregor Clemens Kähler wurde als Sohn des evangelisch-lutherischen Theologen und Pädagogen Carl Nicolaus Kähler in Flemhude geboren. Nach Besuch des Gymnasiums und nachdem er anschließend vier Jahre als Schiffsjunge zur See gefahren war, schrieb er sich im Oktober 1862 für Evangelische Theologie an der Christian-Albrechts-Universität zu Kiel ein. Sein Examen bestand er 1866 „mit rühmlicher Auszeichnung“ und war anschließend von 1866 bis 1873 Pastor in der Gemeinde Sankt Annen in Dithmarschen. Er kandidierte 1869, wie sein Vater Jahrzehnte zuvor, als Klosterprediger in Kiel, wurde dann jedoch 1873 als Diakonus an die Christianskirche in Ottensen berufen – eine Position, die im Zuge des Anwachsens der Gemeinde neu geschaffenen worden war. 1892 wurde er dort zum Nachfolger von Propst Hans Friedrich Neelsen, um im folgenden Jahr den neu eingerichteten „Südbezirk“ der stetig weiter expandierenden Ottensener Gemeinde zu übernehmen.
Kähler wirkte bis zu seinem Tod über fast vier Jahrzehnte als Pastor in Ottensen, das sich in dieser Zeitspanne von der Kleinstadt zu einem stark industrialisierten Stadtteil der Großstadt Altona wandelte. Einhergehend mit dem Bevölkerungswachstum hatte die Diakonie mit vielen neuen Aufgaben einen hohen Stellenwert in der Gemeindearbeit, für die er sich besonders einsetzte. Kähler war u. a. „Seemannsgeistlicher“, Schulinspektor der Ottensener Volksschule und Vorsitzender des Kirchenvorstandes.
Seine langjährige theologische Praxis fand Eingang in dem – in Erstauflage von seinem Vater verfassten – von ihm neu bearbeiteten Werk Die christliche Lehre nach Luthers kleinem Katechismus. Bis in die Gegenwart als Quelle rezipiert wird seine Denkschrift zum hundertsten Todestag von Friedrich Gottlieb Klopstock, der auf dem Friedhof der Christianskirche begraben ist.
Gregor Clemens Kähler ist Vater des Rechtsanwalts und Rechtshistorikers Otto Kähler.

## Schriften
- Der Kirche zu St. Annen in Norderdithmarschen Geschichte und 300jähriges Gründungsfest nebst der an diesem Tage gehaltenen Festpredigt. St. Annen 1872, OCLC 247810944.
- Die christliche Lehre nach Luther's kleinem Katechismus zum Gebrauch beim Schul- und Konfirmanden-Unterricht. 5. vermehrte und verbesserte Auflage von Gregor Clemens Kähler. Dürr, Leipzig 1892, OCLC 961831702.
  - [Rezension zu diesem Titel:] Friedrich Hashagen: Kähler, C. N., Die christliche Lehre nach Luther's kleinem Katechismus. 5. verm. u. verb. Aufl. In: Theologisches Literaturblatt, 13. Jg. 1892, S. 523 (digizeitschriften.de [abgerufen am 25. Mai 2017]).
  - [Rezension zu diesem Titel:] Rudolph Hempel: Kähler, G. C.: Die christliche Lehre nach Luther's kleinem Katechismus zum Gebrauch beim Schul- und Konfirmanden-Unterricht. 5. vermehrte und verbesserte Auflage von Gregor Clemens Kähler. Dürrsche Buchhandlung, Leipzig 1892. In: Pädagogischer Jahresbericht von 1892, bearb. und hrsg. v. Albert Richter. Brandstetter, Leipzig 1893, S. 64 (archive.org [abgerufen am 25. Mai 2017]).
- Johann Kaspar Lavater. In: Der Alte Glaube. Evangelisch-Lutherisches Gemeindeblatt. 3. Jg. 1901/02, Nr. 18, ZDB-ID 533950-9, Sp. 414–417.
- Napoleons Ende. In: Der Alte Glaube. Evangelisch-Lutherisches Gemeindeblatt. 4. Jg. 1902/03, Nr. 24, ZDB-ID 533950-9, Sp. 565–570.
- Denkschrift zur Gedächtnisfeier von Friedrich Gottlieb Klopstocks hundertjährigem Todestage am 14. März 1903 auf dem Friedhofe zu Ottensen, mit drei Abbildungen und urkundlichen Schriftstücken. Th. Christiansen, Altona-Ottensen 1903, OCLC 247129773 (sub.uni-hamburg.de [abgerufen am 25. Mai 2017]).
  - [Rezension zu diesem Titel:] W. Gußmann: Vorträge und Broschüren. In: "Der alte Glaube." Literarische Beilage. 4. Jg. 1902/03, Nr. 7, ZDB-ID 305599-1, Sp. 108.